# سیارک ۵۱۸۷
سیارک ۵۱۸۷ (به انگلیسی: 5187 Domon، نامگذاری:1990TK1) پنج هزار و صد و هشتاد و هفتمین سیارک کشف شده‌است که در ۱۵ اکتبر ۱۹۹۰ کشف شد.
قدر مطلق سیارک برابر ۱۲٫۲۰ است.